# Wannsee (városrész)
Wannsee (ejtsd: vánnzé) városrész Berlin délnyugati Steglitz–Zehlendorf kerületében.
A nagyrészt tavak ölelésében fekvő városrész a berliniek és a turisták kedvelt kirándulóhelye. Fő részét egy mesterséges sziget alkotja, amelynek megközelítését öt híd biztosítja: a Wannseebrücke, az Alsenbrücke, a Hubertusbrücke, a Parkbrücke és a Glienickei híd. Ennek a szigetnek egy kis része, Klein-Glienicke Potsdamhoz tartozik.

## Földrajz

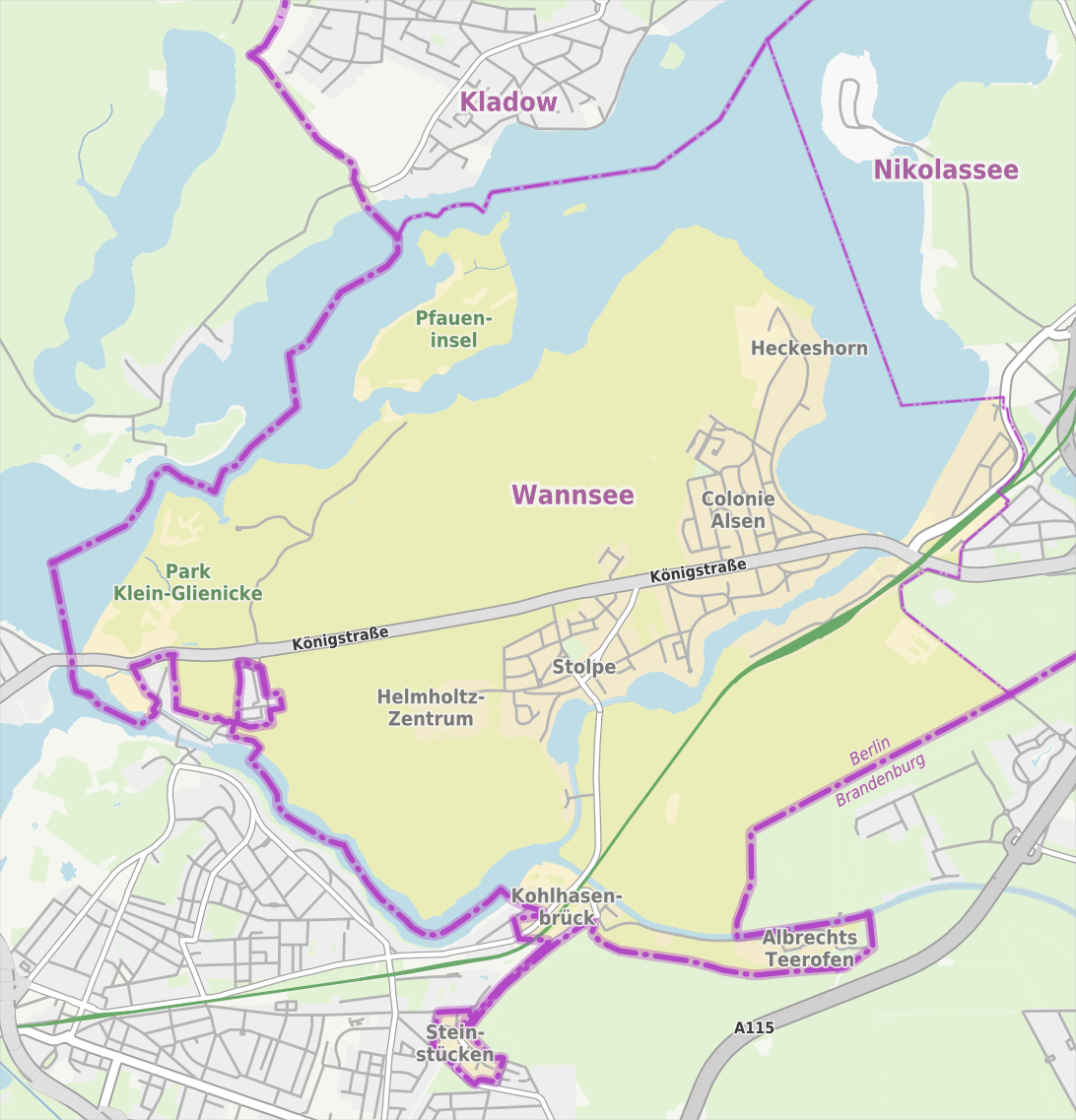
Wannsee térképe

Wannseet északról és nyugatról a Havel, keletről a Großer Wannsee, délről pedig egy Griebnitzkanalnak nevezett tóláncolat és a Griebnitzsee határolja. A Griebnitzkanal – legismertebb tavával, a Kleiner Wannseevel – a Nagy-Wannseet köti össze a Griebnitzseevel, amelyhez keletről csatlakozik a Teltowkanal. A Griebnitzsee nyugati végét a Glienicker Lake köti össze a Havellel.
A városrész északi és nyugati részeit erdők borítják.

## Történelem
A városrész magját alkotó Stolpe település első írásos említése 1299-ből származik.
1874-ben nyílt meg a Wannseebahn vasútvonal, amelyen ma az S-Bahn S1 és S7 jelű viszonylatai közlekednek. Ezen a vonalon található Wannsee vasútállomása.
Wannsee 1920-ban lett Zehlendorf kerület része.
Egy wannseei villában tartották 1942. január 20-án a Wannseei konferenciát, ahol Reinhard Heydrich vezetésével nemzetiszocialista tisztségviselők tervezték meg „a zsidókérdés végső megoldását”.
1945 és 1990 között Nyugat-Berlinhez tartozott.

## Közlekedés
A vasúti kapcsolatokat a Wannseebahn vonalon található, távolsági- és S-Bahn-vonatokat kiszolgáló Berlin-Wannsee vasútállomás biztosítja. Fontos közúti elem az A115-ös autópálya, amelynek kicsit bentebbi szakasza AVUS néven Európa első kizárólagos autóútja volt. A Glienickei hídhoz vezető Königstraße Berlint és Potsdamot köti össze Bundesstraße 1 néven. A kanyargós Havelchaussee a Havel partján vezet.

## Fordítás
- Ez a szócikk részben vagy egészben a Berlin-Wannsee című német Wikipédia-szócikk ezen változatának fordításán alapul.  Az eredeti cikk szerkesztőit annak laptörténete sorolja fel. Ez a jelzés csupán a megfogalmazás eredetét és a szerzői jogokat jelzi, nem szolgál a cikkben szereplő információk forrásmegjelöléseként.